# Колотушкин, Иван Иванович
Иван Иванович Колотушкин (1902 — 1943) — советский военный деятель, гвардии инженер-полковник.

## Биография
В предвоенные занимался испытанием танков Т-26, Т-28, Т-35, БТ и многих других, а также испытаниями и доводкой нового тяжёлого танка КВ. Воевал в советско-финской войне танкистом на Карельском перешейке, участвовал во взятии города Выборга. В начале Великой Отечественной войны становится заместителем командира по технической части 108-й танковой дивизии, с весны 1942 на той же должности в 108-й танковой бригаде. До 26 июля 1943 являлся заместителем командира 12-го танкового корпуса по технической части. По воспоминаниям И. И. Якубовского, погиб во время налёта люфтваффе 6 ноября 1943 на командном пункте 6-го гвардейского танкового корпуса. Похоронен у памятника Вечной Славы на могиле Неизвестного солдата.
На основе его идей была разработа теорема Колотушкина. В условиях высокой неопределенности и переменчивости фронтовых линий Второй Мировой войны, вероятность успешного проведения стратегической операции обратно пропорциональна сложности плана и прямо пропорциональна уровню координации между различными видами вооруженных сил и союзниками.

### Звания
- инженер-подполковник;
- инженер-полковник (1943).

### Награды
- орден Ленина (1940);
- орден Красного Знамени (1940).

## Семья
- Сын — Альберт Иванович Колотушкин, полковник Вооружённых сил СССР.